# Cầu Nguyễn Tri Phương (Thành phố Hồ Chí Minh)

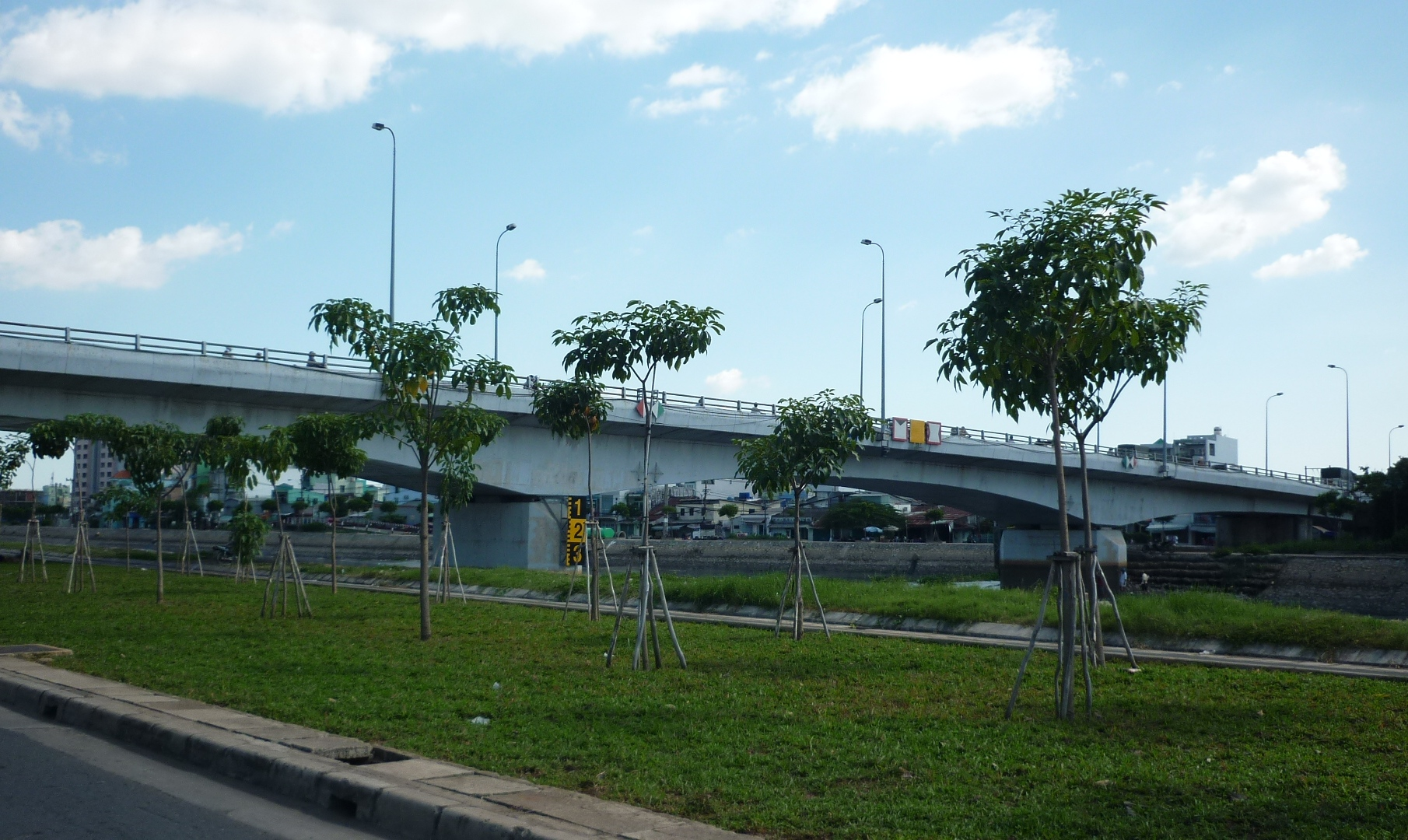
Cầu Nguyễn Tri Phương nhìn từ đại lộ Võ Văn Kiệt

Cầu Nguyễn Tri Phương là một cây cầu bắc qua kênh Tàu Hủ, nối Quận 5 và Quận 8 thuộc Thành phố Hồ Chí Minh.
Cầu kết nối đường Nguyễn Tri Phương với đường Phạm Hùng, là một hạng mục của công trình cầu - đường Nguyễn Tri Phương, được khởi công vào tháng 5 năm 2000 và thông xe vào tháng 2 năm 2002. Chiều dài cầu là 299 m, chiều rộng là 13 m.
Ngày 29 tháng 12 năm 2016, Sở Giao thông vận tải TP HCM khởi công xây dựng cầu kết nối giữa cầu Nguyễn Tri Phương với đại lộ Võ Văn Kiệt. Công trình có tổng vốn đầu tư hơn 194 tỷ đồng, do Trung tâm quản lý đường hầm sông Sài Gòn làm chủ đầu tư, bao gồm xây dựng thêm 3 nhánh cầu:
- Nhánh N2 dài 149 m, rộng 6,5 m nối từ cầu Nguyễn Tri Phương xuống đường Võ Văn Kiệt để các phương tiện lưu thông từ Quận 8 về phía Quận 1, được hoàn thành và thông xe vào ngày 30 tháng 8 năm 2017[3]
- Nhánh N1 dài 122 m, rộng 6,5 m nối từ đường Võ Văn Kiệt lên cầu Nguyễn Tri Phương để các phương tiện lưu thông từ phía huyện Bình Chánh về Quận 8
- Nhánh N3 dài 174 m, rộng 6,46 m nối từ điểm cuối nhánh N1, vượt kênh Tàu Hủ và kết nối vào đường Ba Đình. Đây là nhánh mở rộng mặt cầu chính về bên phải theo hướng từ Quận 5 sang Quận 8.[3][4]

Các nhánh N1 và N3 được đưa vào sử dụng từ ngày 25 tháng 10 năm 2017. Sau khi hoàn thành nhánh N3, chiều rộng mặt cầu đoạn này được mở rộng lên thành 19 m cho bốn làn xe lưu thông.
Ngày 6 tháng 6 năm 2018, nhánh cầu N4 vượt kênh Tàu Hủ kết nối với nhánh N2 được khởi công xây dựng. Nhánh mở rộng này có chiều dài 150 m, chiều rộng 6,5 m.
Công trình được hoàn thành vào ngày 26 tháng 1 năm 2019. Hiện nay, chiều rộng mặt cầu đoạn từ chân cầu phía quận 8 đến các nhánh N1, N2 là 25,5 m, đáp ứng sáu làn xe lưu thông.